# 661년

## 연호
- 당(唐) 현경(顯慶) 6년 / 용삭(龍朔) 원년

## 기년
- 당(唐) 고종(高宗) 12년
- 신라(新羅) 태종무열왕(太宗武烈王) 8년 / 문무왕(文武王) 원년
- 고구려(高句麗) 보장왕(寶臧王) 20년
- 백제(百濟) 부여풍(扶餘豊) 2년

## 사건
- 당나라가 제 2차 고당전쟁을 벌임 소정방을 앞세워 고구려를 침공했으나 최종적으로 사수전투에서 연개소문이 격퇴시키며 고구려의 승리로 끝남.
- 신라, 태종무열왕 아들 법민에게 왕의 자리 물려주고 세상을 떠남.
- 법민, 문무왕으로 왕의 자리에 오르다.

## 사망
- 7월(음력 6월) - 신라(新羅)의 29대 국왕(國王) 태종무열왕(太宗武烈王)